# Okręg wyborczy nr 34 do Sejmu Rzeczypospolitej Polskiej (1991–1993)
Okręg wyborczy nr 34 do Sejmu Rzeczypospolitej Polskiej (1991–1993) obejmował województwo bielskie. W ówczesnym kształcie został utworzony w 1991. Wybieranych było w nim 9 posłów w systemie proporcjonalnym.
Siedzibą okręgowej komisji wyborczej była Bielsko-Biała.

## Wybory parlamentarne 1991
Głosowanie odbyło się 27 października 1991.
| Komitet wyborczy                                      | Komitet wyborczy                                                  | Głosów | %     | Mandaty | Wybrani posłowie     |
| ----------------------------------------------------- | ----------------------------------------------------------------- | ------ | ----- | ------- | -------------------- |
|                                                       | Wyborcza Akcja Katolicka                                          | 43 601 | 13,68 | 1       | Bogumiła Boba        |
|                                                       | Unia Demokratyczna                                                | 40 747 | 11,06 | 1       | Grażyna Staniszewska |
|                                                       | Porozumienie Obywatelskie Centrum                                 | 26 897 | 9,03  | 1       | Józef Kania          |
|                                                       | Konfederacja Polski Niepodległej                                  | 25 578 | 8,58  | –       |                      |
|                                                       | Niezależny Samorządny Związek Zawodowy „Solidarność”              | 24 026 | 8,06  | 1       | Stanisław Wąsik      |
|                                                       | Kongres Liberalno-Demokratyczny                                   | 22 664 | 7,61  | 1       | Jan Pamuła           |
|                                                       | Polskie Stronnictwo Ludowe Sojusz Programowy                      | 20 817 | 6,99  | 1       | Józef Cinal          |
|                                                       | Sojusz Lewicy Demokratycznej                                      | 20 344 | 6,83  | 1       | Ewa Spychalska       |
|                                                       | Polska Partia Przyjaciół Piwa                                     | 11 525 | 3,87  | 1       | Jerzy Dziewulski     |
|                                                       | Unia Polityki Realnej                                             | 8669   | 2,91  | –       |                      |
|                                                       | Koalicja Republikańska                                            | 8631   | 2,90  | –       |                      |
|                                                       | Chrześcijańska Demokracja                                         | 7911   | 2,66  | –       |                      |
|                                                       | Solidarność Pracy                                                 | 7910   | 2,65  | –       |                      |
|                                                       | Ruch Chrześcijańsko-Społeczny „Przymierze”                        | 7093   | 2,38  | –       |                      |
|                                                       | Rzemiosło i Mała Przedsiębiorczość                                | 4922   | 1,65  | –       |                      |
|                                                       | Stronnictwo Demokratyczne                                         | 3559   | 1,19  | –       |                      |
|                                                       | Koalicja Polskiej Partii Ekologicznej i Polskiej Partii Zielonych | 2839   | 0,95  | –       |                      |
|                                                       | Małopolski Niezależny KW                                          | 2786   | 0,94  | –       |                      |
|                                                       | Polska Partia Ekologiczna – Zieloni                               | 2342   | 0,79  | –       |                      |
|                                                       | Partia Wolności                                                   | 2154   | 0,72  | –       |                      |
|                                                       | Zdrowa Polska – Sojusz Ekologiczny                                | 1293   | 0,43  | –       |                      |
|                                                       | Blok Ludowo-Chrześcijański                                        | 941    | 0,32  | –       |                      |
|                                                       | Polski Związek Zachodni                                           | 699    | 0,23  | 1       | Kazimierz Wilk       |
| Frekwencja: 50,00% Źródło: Państwowa Komisja Wyborcza |                                                                   |        |       |         |                      |